# Lista municipiilor din Alagoas

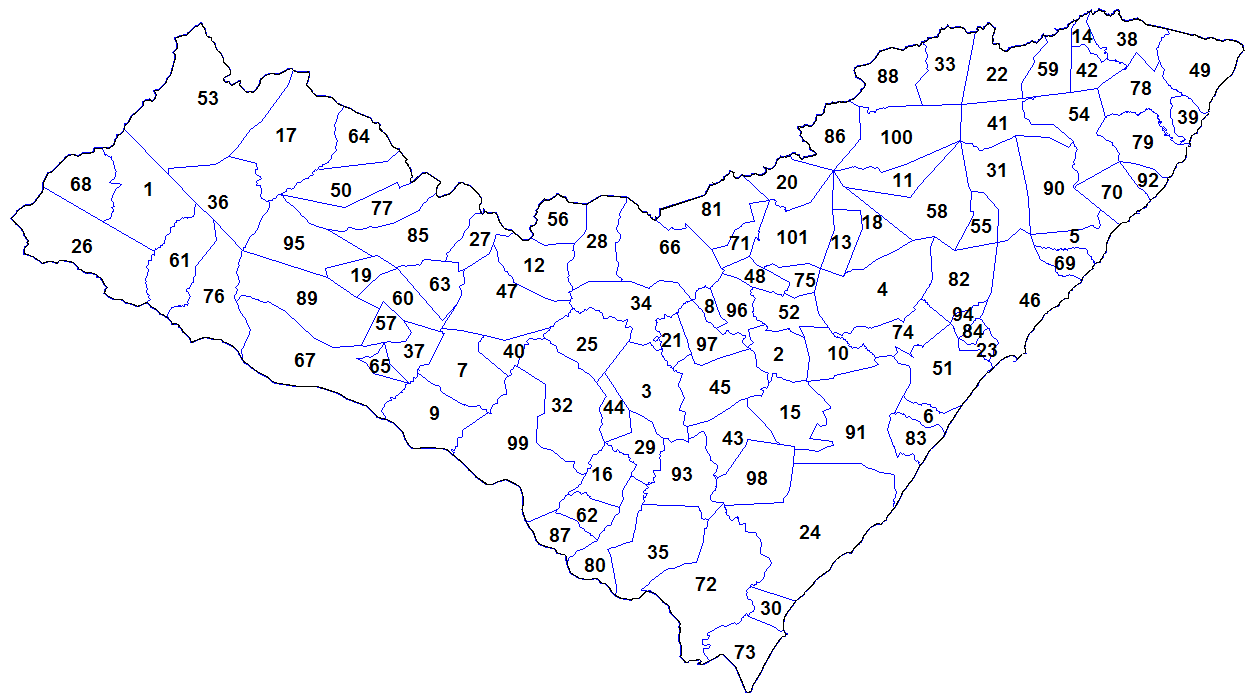
Municipiile din Alagoas, Brazilia

Aceasta este lista municipiilor din statul Alagoas (AL), Brazilia.
| Mezoregiune      | Microregiune                        | #   | Municipiu               |
| ---------------- | ----------------------------------- | --- | ----------------------- |
| Agreste Alagoano | Arapiraca                           | 3   | Arapiraca               |
| Agreste Alagoano | Arapiraca                           | 16  | Campo Grande            |
| Agreste Alagoano | Arapiraca                           | 21  | Coité do Nóia           |
| Agreste Alagoano | Arapiraca                           | 25  | Craíbas                 |
| Agreste Alagoano | Arapiraca                           | 29  | Feira Grande            |
| Agreste Alagoano | Arapiraca                           | 32  | Girau do Ponciano       |
| Agreste Alagoano | Arapiraca                           | 44  | Lagoa da Canoa          |
| Agreste Alagoano | Arapiraca                           | 45  | Limoeiro de Anadia      |
| Agreste Alagoano | Arapiraca                           | 93  | São Sebastião           |
| Agreste Alagoano | Arapiraca                           | 97  | Taquarana               |
| Agreste Alagoano | Palmeira dos Indios                 | 8   | Belém                   |
| Agreste Alagoano | Palmeira dos Indios                 | 12  | Cacimbinhas             |
| Agreste Alagoano | Palmeira dos Indios                 | 28  | Estrela de Alagoas      |
| Agreste Alagoano | Palmeira dos Indios                 | 34  | Igaci                   |
| Agreste Alagoano | Palmeira dos Indios                 | 48  | Mar Vermelho            |
| Agreste Alagoano | Palmeira dos Indios                 | 52  | Maribondo               |
| Agreste Alagoano | Palmeira dos Indios                 | 56  | Minador do Negrão       |
| Agreste Alagoano | Palmeira dos Indios                 | 66  | Palmeira dos Índios     |
| Agreste Alagoano | Palmeira dos Indios                 | 71  | Paulo Jacinto           |
| Agreste Alagoano | Palmeira dos Indios                 | 81  | Quebrangulo             |
| Agreste Alagoano | Palmeira dos Indios                 | 96  | Tanque d'Arca           |
| Agreste Alagoano | Traipu                              | 62  | Olho d'Água Grande      |
| Agreste Alagoano | Traipu                              | 87  | São Brás                |
| Agreste Alagoano | Traipu                              | 99  | Traipu                  |
| Leste Alagoano   | Litoral Norte Alagoano              | 39  | Japaratinga             |
| Leste Alagoano   | Litoral Norte Alagoano              | 49  | Maragogi                |
| Leste Alagoano   | Litoral Norte Alagoano              | 70  | Passo de Camaragibe     |
| Leste Alagoano   | Litoral Norte Alagoano              | 79  | Porto de Pedras         |
| Leste Alagoano   | Litoral Norte Alagoano              | 92  | São Miguel dos Milagres |
| Leste Alagoano   | Maceio                              | 5   | Barra de Santo Antônio  |
| Leste Alagoano   | Maceio                              | 6   | Barra de São Miguel     |
| Leste Alagoano   | Maceio                              | 23  | Coqueiro Seco           |
| Leste Alagoano   | Maceio                              | 46  | Maceió (State Capital)  |
| Leste Alagoano   | Maceio                              | 51  | Marechal Deodoro        |
| Leste Alagoano   | Maceio                              | 69  | Paripueira              |
| Leste Alagoano   | Maceio                              | 74  | Pilar                   |
| Leste Alagoano   | Maceio                              | 82  | Rio Largo               |
| Leste Alagoano   | Maceio                              | 84  | Santa Luzia do Norte    |
| Leste Alagoano   | Maceio                              | 94  | Satuba                  |
| Leste Alagoano   | Mata Alagoana                       | 4   | Atalaia                 |
| Leste Alagoano   | Mata Alagoana                       | 11  | Branquinha              |
| Leste Alagoano   | Mata Alagoana                       | 13  | Cajueiro                |
| Leste Alagoano   | Mata Alagoana                       | 14  | Campestre               |
| Leste Alagoano   | Mata Alagoana                       | 18  | Capela                  |
| Leste Alagoano   | Mata Alagoana                       | 22  | Colônia Leopoldina      |
| Leste Alagoano   | Mata Alagoana                       | 31  | Flexeiras               |
| Leste Alagoano   | Mata Alagoana                       | 38  | Jacuípe                 |
| Leste Alagoano   | Mata Alagoana                       | 41  | Joaquim Gomes           |
| Leste Alagoano   | Mata Alagoana                       | 42  | Jundiá                  |
| Leste Alagoano   | Mata Alagoana                       | 54  | Matriz de Camaragibe    |
| Leste Alagoano   | Mata Alagoana                       | 55  | Messias                 |
| Leste Alagoano   | Mata Alagoana                       | 58  | Murici                  |
| Leste Alagoano   | Mata Alagoana                       | 59  | Novo Lino               |
| Leste Alagoano   | Mata Alagoana                       | 78  | Porto Calvo             |
| Leste Alagoano   | Mata Alagoana                       | 90  | São Luís do Quitunde    |
| Leste Alagoano   | Penedo                              | 30  | Feliz Deserto           |
| Leste Alagoano   | Penedo                              | 35  | Igreja Nova             |
| Leste Alagoano   | Penedo                              | 72  | Penedo                  |
| Leste Alagoano   | Penedo                              | 73  | Piaçabuçu               |
| Leste Alagoano   | Penedo                              | 80  | Porto Real do Colégio   |
| Leste Alagoano   | Sao Miguel dos Campos               | 2   | Anadia                  |
| Leste Alagoano   | Sao Miguel dos Campos               | 10  | Boca da Mata            |
| Leste Alagoano   | Sao Miguel dos Campos               | 15  | Campo Alegre            |
| Leste Alagoano   | Sao Miguel dos Campos               | 24  | Coruripe                |
| Leste Alagoano   | Sao Miguel dos Campos               | 91  | Jequiá da Praia         |
| Leste Alagoano   | Sao Miguel dos Campos               | 43  | Junqueiro               |
| Leste Alagoano   | Sao Miguel dos Campos               | 83  | Roteiro                 |
| Leste Alagoano   | Sao Miguel dos Campos               | 91  | São Miguel dos Campos   |
| Leste Alagoano   | Sao Miguel dos Campos               | 98  | Teotônio Vilela         |
| Leste Alagoano   | Serrana dos Quilombos               | 20  | Chã Preta               |
| Leste Alagoano   | Serrana dos Quilombos               | 33  | Ibateguara              |
| Leste Alagoano   | Serrana dos Quilombos               | 75  | Pindoba                 |
| Leste Alagoano   | Serrana dos Quilombos               | 86  | Santana do Mundaú       |
| Leste Alagoano   | Serrana dos Quilombos               | 88  | São José da Laje        |
| Leste Alagoano   | Serrana dos Quilombos               | 100 | União dos Palmares      |
| Leste Alagoano   | Serrana dos Quilombos               | 101 | Viçosa                  |
| Sertao Alagoano  | Alagoana do Sertao do Sao Francisco | 26  | Delmiro Gouveia         |
| Sertao Alagoano  | Alagoana do Sertao do Sao Francisco | 61  | Olho d'Água do Casado   |
| Sertao Alagoano  | Alagoana do Sertao do Sao Francisco | 76  | Piranhas                |
| Sertao Alagoano  | Batalha                             | 7   | Batalha                 |
| Sertao Alagoano  | Batalha                             | 9   | Belo Monte              |
| Sertao Alagoano  | Batalha                             | 37  | Jacaré dos Homens       |
| Sertao Alagoano  | Batalha                             | 40  | Jaramataia              |
| Sertao Alagoano  | Batalha                             | 47  | Major Isidoro           |
| Sertao Alagoano  | Batalha                             | 57  | Monteirópolis           |
| Sertao Alagoano  | Batalha                             | 60  | Olho d'Água das Flores  |
| Sertao Alagoano  | Batalha                             | 63  | Olivença                |
| Sertao Alagoano  | Santana do Ipanema                  | 19  | Carneiros               |
| Sertao Alagoano  | Santana do Ipanema                  | 27  | Dois Riachos            |
| Sertao Alagoano  | Santana do Ipanema                  | 50  | Maravilha               |
| Sertao Alagoano  | Santana do Ipanema                  | 64  | Ouro Branco             |
| Sertao Alagoano  | Santana do Ipanema                  | 65  | Palestina               |
| Sertao Alagoano  | Santana do Ipanema                  | 67  | Pão de Açúcar           |
| Sertao Alagoano  | Santana do Ipanema                  | 77  | Poço das Trincheiras    |
| Sertao Alagoano  | Santana do Ipanema                  | 85  | Santana do Ipanema      |
| Sertao Alagoano  | Santana do Ipanema                  | 89  | São José da Tapera      |
| Sertao Alagoano  | Santana do Ipanema                  | 95  | Senador Rui Palmeira    |
| Sertao Alagoano  | Serrana do Sertao Alagoano          | 1   | Água Branca             |
| Sertao Alagoano  | Serrana do Sertao Alagoano          | 17  | Canapi                  |
| Sertao Alagoano  | Serrana do Sertao Alagoano          | 36  | Inhapi                  |
| Sertao Alagoano  | Serrana do Sertao Alagoano          | 53  | Mata Grande             |
| Sertao Alagoano  | Serrana do Sertao Alagoano          | 68  | Pariconha               |